# Iraldo Venzano
Iraldo Venzano (... – La Spezia, aprile 1929) è stato un calciatore italiano, di ruolo centrocampista.

## Carriera
Dopo aver militato nella Veloce Club Spezia, disputa con lo Spezia quattro campionati a partire dal 1922-1923, totalizzando 48 presenze e 4 gol.
Morì in giovane età per una grave malattia che già l'aveva sottratto all'attività sportiva.